# 龙田镇 (岑巩县)
龙田镇，是中华人民共和国贵州省黔东南苗族侗族自治州岑巩县下辖的一个乡镇级行政单位。

## 行政区划
龙田镇下辖以下地区：
龙田社区、龙田村、都素村、胡家村、军屯村、代店村、路溪村、总院村、龙马村、安坪村和乐业村。